# Вісімка (теорія вузлів)

Вузол «Вісімка»

В теорії вузлів вісімка (чотириразовий вузол або вузол Лістинга) — це єдиний вузол з числом перетинів 4. Це найменше можливе число перетинів, за винятком тривіального вузла і трилисника. Вісімка є простим вузлом. Вперше розглянутий Лістингом у 1847 році.

## Походження назви
Назва походить від побутового вузла вісімка на мотузці, кінці якої з'єднані.

## Опис
Просте параметричне подання вузла «вісімка» задається множиною точок (x,y,z), для яких
{\displaystyle {\begin{aligned}x&=\left(2+\cos {(2t)}\right)\cos {(3t)}\\y&=\left(2+\cos {(2t)}\right)\sin {(3t)}\\z&=\sin {(4t)}\end{aligned}}}
де t — дійсна змінна.
Вісімка є простим, альтернованим, раціональним вузлом з відповідним значенням 5/2. Він є також ахіральним вузлом. Вісімка є розшарованим вузлом. Це випливає з іншого, складнішого (але цікавішого) подання вузла:
1. Вузол є однорідною[1] замкнутою косою (а саме, замиканням коси з 3 нитками σ1σ2−1σ1σ2−1), а теорема Джона Сталлінґса[en] показує, що будь-яка однорідна коса є розшарованою.
2. Вузол є зачепленням у точці (0,0,0,0) — ізольованій критичній точці дійсного поліноміального відображення F: R4→R2 так, що (згідно з теоремою Джона Мілнора) відображення Мілнора[en] F є розшаруванням. Бернард Перон знайшов першу таку функцію F для цього вузла, а саме:

{\displaystyle F(x,y,z,t)=G(x,y,z^{2}-t^{2},2zt),}
де
{\displaystyle {\begin{aligned}G(x,y,z,t)=\ &(z(x^{2}+y^{2}+z^{2}+t^{2})+x(6x^{2}-2y^{2}-2z^{2}-2t^{2}),\\&\ tx{\sqrt {2}}+y(6x^{2}-2y^{2}-2z^{2}-2t^{2})).\end{aligned}}}.

## Математичні властивості
Вузол «вісімка» грав історично важливу роль (і продовжує її грати) в теорії 3-многовидів . Десь в середині 1970-х, Вільям Терстон показав, що вісімка є гіперболічним вузлом шляхом розкладання його доповнення на два ідеальних гіперболічних тетраедри (Роберт Райлі і Троельс Йорґенсен, працюючи незалежно один від одного, до цього показали, що вісімка є гіперболічної в іншому сенсі). Ця конструкція, нова на той час, привела його до багатьох сильних результатів і методів. Наприклад він зміг показати, що всі, окрім десяти, хірургій Дена на вузлі «вісімка» дають нехакенові, такі, що не допускають розшарування Зейферта нерозкладні 3-многовиди. Це був перший з таких результатів. Багато інших було відкрито шляхом узагальнення побудови Терстона для інших вузлів і зачеплень.
Вісімка є також гіперболічним вузлом з найменшим можливим об'ємом 2,02 988…, згідно з роботою Чо Чунь (Chun Cao) і Роберта Маєрхофа (Robert Meyerhoff). З цієї точки зору вісімку можна розглядати як найпростіший гіперболічний вузол. Доповнення вісімки є подвійним накриттям многовиду Ґізекінґа, який має найменший об'єм серед некомпактних гіперболічних 3-многовидів.
Вузол «вісімка» і мереживний вузол (−2,3,7) є двомя гіперболічними вузлами, для яких відомо більше шести особливих хірургій, хірургій Дена, які приводять до негіперболічних 3-многовиів. Вони мають 10 і 7 відповідно. Теорема Лекенбі (Lackenby) і Маєргофа, доведення якої спирається на гіпотезу про геометризацію і використання комп'ютерних обчислень, стверджує, що 10 є найбільшим можливим числом особливих хірургій для будь-яких гіперболічних вузлів. Однак досі не встановлено, чи є вісімка єдиним вузлом, на якому досягається межа 10. Добре відома гіпотеза стверджує, що нижня межа (за винятком двох згаданих вузлів) дорівнює 6.
|  |  |  |

## Інваріанти
Многочлен Александера вісімки дорівнює
{\displaystyle \Delta (t)=-t+3-t^{-1},\ }
многочлен Конвея дорівнює
{\displaystyle \nabla (z)=1-z^{2},\ }
а многочлен Джонса дорівнює
{\displaystyle V(q)=q^{2}-q+1-q^{-1}+q^{-2}.\ }
Симетрія відносно {\displaystyle q} і {\displaystyle q^{-1}} у многочлені Джонса свідчить про ахіральність вісімки.